# ТОР «Миасс»
Территория опережающего социально-экономического развития «Миасс» — территория муниципального образования Миасский городской округ в Челябинской области, на которой действует особый правовой режим предпринимательской деятельности. Образована в 2019 году.

## Развитие территории
В 2014 году Миасс был включён в перечень монопрофильных муниципальных образований (моногородов), что впоследствии дало городу право на оформление статуса территории опережающего социально-экономического развития. ТОР «Миасс» была создана в соответствии с постановлением Правительства РФ от 12 апреля 2019 года № 427 "О создании территории опережающего социально-экономического развития «Миасс» в границах территория муниципального образования Миасский городской округ с целью повышения инвестиционной привлекательности территории города, привлечения инвестиций и создания новых рабочих мест, не связанных с деятельностью градообразующего предприятия города (АО «Уральский автомобильный завод»).
В постановлении предусмотрено привлечение инвестиций в объёме более 3,7 млрд рублей и создание более 2200 новых рабочих мест. Отмечается, что правительство области уже заключило рамочные соглашения о реализации 19 инвестпроектов, .
С июля 2020 года перечень разрешенных видов деятельности на ТОСЭР был расширен с 22 позиций до 40, а с начала 2021 года — до 60.

## Условия для резидентов
Требования к потенциальным резидентам ТОР «Миасс», согласно уточнениям, внесенным постановлением Правительства РФ от 26 апреля 2017 г. № 494 «О внесении изменений в постановление Правительства Российской Федерации от 22 июня 2015 г. № 614», предусматривают, что компании-соискатели должны быть вести деятельность исключительно на территории города, предоставить минимальный объем инвестиций не менее 2,5 млн рублей (без учета НДС) в течение первого года, создать не менее 10 новых рабочих мест в течение первого года, не находиться в процессе ликвидации, банкротства или реорганизации и соответствовать профильным видам деятельности ТОР . Для резидентов предусмотрен льготный налоговый режим: налог на прибыль в федеральный бюджет обнуляется, отчисления в региональный бюджет составят не более 5 % в течение первых пяти лет с момента первой прибыли, затем не более 10 %. Обнуляются налоги на землю и имущество, страховые взносы снижаются до 7,6 %.

## Резиденты и проекты
В декабре 2019 года резидентом ТОСЭР «Миасс» стала компания «Крутой берег» с проектом строительства к концу 2023 года термально-курортного комплекса с заявленным объёмом инвестиций около 600 млн рублей. При этом Фонд развития моногородов предоставляет инвестору беспроцентный заем в размере 250 млн рублей, .
К началу 2020 года на территории опережающего социально-экономического развития «Миасс» действовали восемь резидентов в области машиностроения, приборостроения, профобразования и туризма. Позднее в этом же году было заключено шесть соглашений об осуществлении деятельности на ТОСЭР. Речь идет о проектах компаний «ФЕС» (производство пожарных извещателей), «ПрофЗакупки-ОМГ» (создание центра по консультационной деятельности для предприятий машиностроения), «Вектор Производительности» (предоставлении учебно-консультационных услуг предприятиям машиностроительного комплекса), «Новаком» (производство комплектующих для спецтехники), «Завод Партнер» (производство комплектующих для электродвигателей) и «Лазурный берег „Тургояк“» (строительство гостиницы в курортной зоне озера Тургояк).
В августе 2021 года одиннадцатым резидентом территории опережающего социально-экономического развития «Миасс» стала компания «Завод автоматной металлообработки сталей» (производство комплектующих для гидравлических систем) .
В январе 2022 года были зарегистрированы еще три резидента ТОР: компании «Вектор» (производство кормораздатчиков для птиц), «Тургояк — территория спорта» (проект круглогодичного спортивно-оздоровительного центра на озере Тургояк) и «УралБурПроект» (производство оборудования для горнодобывающей промышленности) .